# ティペット・スタジオ
ティペット・スタジオ（Tippett Studio）は、アメリカのVFX制作会社である。映画・テレビコマーシャルにおけるCGIを制作している。ストップモーション・アニメーションのパイオニアであるフィル・ティペットが1984年に設立した。
過去22年間でティペット・スタジオは40作もの大作映画やCMにおいて視覚効果やアニメーションを担当し、『ジュラシック・パーク』においてアカデミー賞を1度受賞し、クリオ賞を4度、エミー賞を2度受賞している。

## 歴史
ティペット・スタジオは当初、ストップモーション・アニメーションの制作会社としてスタートし、『ロボコップ』、『ロボコップ2』、『ロボコップ3』などの大作映画に参加、模型を使用したコマ撮りアニメーションを提供していた。
1991年『ジュラシック・パーク』の時に初めてCGに取り組み、デジタル・インプット・デバイス（DID）を開発した。Craig Hayesによって開発されたDIDは、実際に手に取れるキャラクターの骨組みを動かし、センサーによって動きの情報をコンピュータに入力するという新しい技術であった。Craig Hayesはアカデミー科学技術賞を受賞し、会社にオスカーをもたらした。『コーンヘッズ』のクリーチャーが、この会社の最後のストップモーションの仕事になった。
1997年『スターシップ・トゥルーパーズ』は当時のスタジオの最大のプロジェクトとなり、500ショットを超えるエフェクトを制作した。フィル・ティペットは副監督を務め、巨大なスケールの戦闘シーンを描いた。この映画のために数百のクリーチャーをアニメートし、コンポジットした。アカデミー賞にもノミネートされている。
現在、従業員は150人ほどで、カリフォルニア州バークレーに所在している

## 主な参加作品

### 1980年代
- 1986年『ハワード・ザ・ダック/暗黒魔王の陰謀』 Howard the Duck
- 1987年『ロボコップ』 RoboCop
- 1988年『ウィロー』 Willow
- 1989年『ゴーストバスターズ2』 Ghostbusters II
- 1989年『ミクロキッズ』 Honey, I Shrunk the Kids

### 1990年代
- 1990年『ロボコップ2』 RoboCop 2
- 1993年『ジュラシック・パーク』 Jurassic Park
- 1993年『コーンヘッズ』 Coneheads
- 1993年『ロボコップ3』 RoboCop 3
- 1996年『ドラゴンハート』 DragonHeart
- 1996年『トレマーズ2』 Tremors 2: Aftershocks
- 1997年『スターシップ・トゥルーパーズ』 Starship Troopers
- 1998年『アルマゲドン』 Armaggeddon
- 1998年『プラクティカル・マジック』 Practical Magic
- 1999年『ヴァイラス』 Virus
- 1999年『コモド』 Komodo
- 1999年『ホーンティング』 The Haunting
- 1999年『アンドリューNDR114』 Bicentennial Man

### 2000年代
- 2000年『ミッション・トゥ・マーズ』 Mission to Mars
- 2000年『インビジブル』 Hollow Man
- 2001年『ザ・ワン』 The One
- 2001年『キャッツ&ドッグス』 Cats & Dogs
- 2001年『エボリューション』 Evolution
- 2002年『ブレイド2』 Blade II
- 2002年『ザ・リング』 The Ring
- 2002年『サンタクロース・リターンズ! クリスマス危機一髪』 The Santa Clause 2
- 2002年『メン・イン・ブラック2』 Men in Black II
- 2002年『スターシップ・トゥルーパーズ2』 Starship Troopers: Hero of the Federation
- 2003年『リーグ・オブ・レジェンド/時空を超えた戦い』 The League of Extraordinary Gentlemen
- 2003年『マトリックス レボリューションズ』 The Matrix Revolutions
- 2004年『ヘルボーイ』 Hellboy
- 2004年『ステップフォード・ワイフ』 The Stepford Wives
- 2004年『キャットウーマン』 Catwoman
- 2005年『コンスタンティン』 Constantine
- 2005年『マスク2』 Son of the Mask
- 2005年『シャークボーイ&マグマガール 3-D』 The Adventures of Sharkboy and Lavagirl 3-D
- 2006年『シャギー・ドッグ』 The Shaggy Dog
- 2006年『ウォルト・ディズニーのサンタクローズ3/クリスマス大決戦!』 The Santa Clause 3: The Escape Clause
- 2006年『シャーロットのおくりもの』 Charlotte's Web
- 2007年『ライラの冒険 黄金の羅針盤』 The Golden Compass
- 2007年『魔法にかけられて』 Enchanted
- 2008年『クローバーフィールド/HAKAISHA』 Cloverfield
- 2008年『スパイダーウィックの謎』 The Spiderwick Chronicles
- 2008年『レッドクリフ』 赤壁
- 2008年『ビバリーヒルズ・チワワ』 Beverly Hills Chihuahua
- 2008年『ベッドタイム・ストーリー』 Bedtime Stories
- 2009年『スペル』 Drag Me to Hell
- 2009年『ニュームーン/トワイライト・サーガ』 The Twilight Saga: New Moon

### 2010年代
- 2010年『エクリプス/トワイライト・サーガ』 The Twilight Saga: Eclipse
- 2010年『キャッツ&ドッグス 地球最大の肉球大戦争』 Cats & Dogs: The Revenge of Kitty Galore
- 2010年『ピラニア』 Piranha
- 2011年『デビルクエスト』 Season of the Witch
- 2011年『プリースト』 Priest
- 2011年『ハリー・ポッターと死の秘宝 Part2』 Harry Potter and the Deathly Hallows: Part 2
- 2011年『スマーフ』 The Smurfs
- 2011年『インモータルズ -神々の戦い-』 Immortals
- 2011年『トワイライト・サーガ/ブレイキング・ドーン Part1』 The Twilight Saga: Breaking Dawn - Part 1
- 2012年『白雪姫と鏡の女王』 Mirror Mirror
- 2012年『トワイライト・サーガ/ブレイキング・ドーン Part2』 The Twilight Saga: Breaking Dawn - Part 2
- 2012年『テッド』 Ted 2
- 2013年『アフター・アース』 After Earth
- 2013年『ホーンズ 容疑者と告白の角』 Horns
- 2014年『ミュータント・タートルズ』 Teenage Mutant Ninja Turtles
- 2014年『トランスフォーマー/ロストエイジ』 Transformers: Age of Extinction
- 2015年『テッド2』 Ted 2
- 2015年『スター・ウォーズ/フォースの覚醒』 Star Wars: The Force Awakens
- 2016年『キング・オブ・エジプト』 Gods of Egypt